# Olaus Magnus
Olaus Magnus (Tháng 10, 1490 – 1 tháng 8, 1557) là nhà văn và giáo sĩ Công giáo Thụy Điển. Cái tên tiếng Thụy Điển ban đầu của ông là Olof Månsson (tên cuối của ông có nghĩa là "con trai của Måns"; Magnus là kiểu Latinh hóa cái tên thứ hai của ông, và không phải theo nghĩa đen của tính ngữ riêng có nghĩa là "vĩ đại").

## Tiểu sử

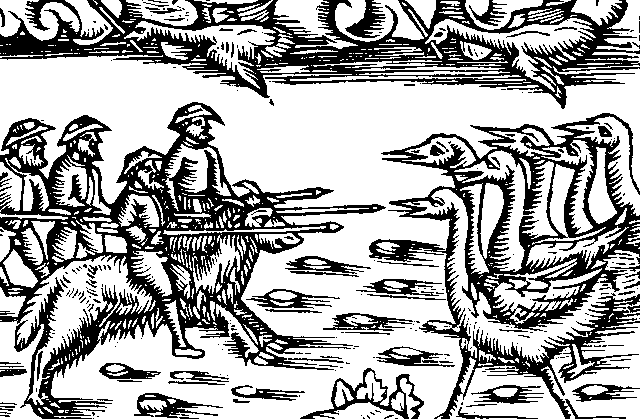
Một nhóm người lùn đánh lại bầy chim sếu ở Greenland.

Sinh ra ở Skeninge vào tháng 10 năm 1490. Giống như anh trai, vị Tổng giám mục Công giáo cuối cùng của Thụy Điển là Johannes Magnus, ông đã nhận được nhiều sự thăng tiến trong hàng ngũ giáo phẩm. Trong số đó có chức vụ giáo sĩ tại Uppsala và Linköping, và phó trợ tế miền Strängnäs. Ông được tuyển thêm vào các cơ quan ngoại giao khác nhau sau chuyến công cán đến Roma năm 1524, nhân danh vua Gustav I của Thụy Điển (Vasa), để tìm kiếm việc bổ nhiệm anh trai của Olaus Magnus, Johannes Magnus làm Tổng giám mục Uppsala. Ông vẫn còn ở lại nước ngoài nhằm giải quyết các vấn đề đối ngoại và được biết là đã gửi về nước một văn kiện bao gồm thỏa thuận về quan hệ thương mại với Hà Lan. Sau sự thành công của cuộc Kháng Cách ở Thụy Điển, sự gắn bó của ông với Giáo hội Công giáo đã khiến ông phải lưu lạc bên ngoài vì lợi ích khi được đồng hành cùng anh mình ở Ba Lan. Cả hai đều bị lưu đày và tài sản ở Thụy Điển của Magnus bị nhà vua tịch thu vào năm 1530.
Trong thời gian định cư ở Roma năm 1537, ông làm thư ký cho người anh trai. Sau cái chết của Johannes vào năm 1544, Giáo hoàng Paul III đã cho ông làm người kế nhiệm chức Tổng giám mục Uppsala của Johannes; phải thừa nhận là nó chẳng khác nào như một hư danh, vì Thụy Điển không còn theo Công giáo nữa và Olaus thì bị cấm trở về nước. Năm 1545, Giáo hoàng Paul III đã phái ông đến Công đồng Trent tham dự các cuộc họp cho đến năm 1549. Về sau, ông trở thành giáo sĩ của Nhà thờ chính tòa St. Lambert ở Liège. Vua Zygmunt I của Ba Lan đã ban cho ông chức vụ giáo sĩ ở Poznań và ông sinh sống tại tu viện St. Brigitta ở Roma cho tới cuối đời, kèm theo khoản tiền hưu trí được Giáo hoàng cấp phát. Olaus qua đời ngày 1 tháng 8 năm 1557 ở tuổi khoảng 67.

## Tác phẩm
Ông được nhớ đến nhiều nhất với tư cách là tác giả của cuốn sách nổi tiếng nhan đề Historia de Gentibus Septentrionalibus (Lịch sử các dân tộc phương Bắc), được đem in tại Roma năm 1555, một tác phẩm văn học dân gian và lịch sử tràn đầy lòng yêu nước đã để cho phần còn lại của châu Âu cả một nguồn tư liệu về những chủ đề của Thụy Điển. Nội dung tràn ngập khung cảnh mùa đông tăm tối, dòng nước hung bạo và những loài cầm thú trên biển cả đã gây kinh ngạc cho phần còn lại của châu Âu. Tác phẩm này được dịch sang tiếng Ý (1565), tiếng Đức (1567), tiếng Anh (1658) và tiếng Hà Lan (1665), và mãi cho đến năm 1909 mới được dịch sang tiếng Thụy Điển. Những bản rút gọn của tác phẩm cũng xuất hiện tại Antwerp (1558 và 1562), Paris (1561), Amsterdam (1586), Frankfort (1618) và Leiden (1652). Ngày nay nó vẫn còn là một kho tư liệu quý giá chứa đựng nhiều thông tin kỳ lạ kể về các phong tục tập quán và văn hoá dân gian của người Scandinavia.

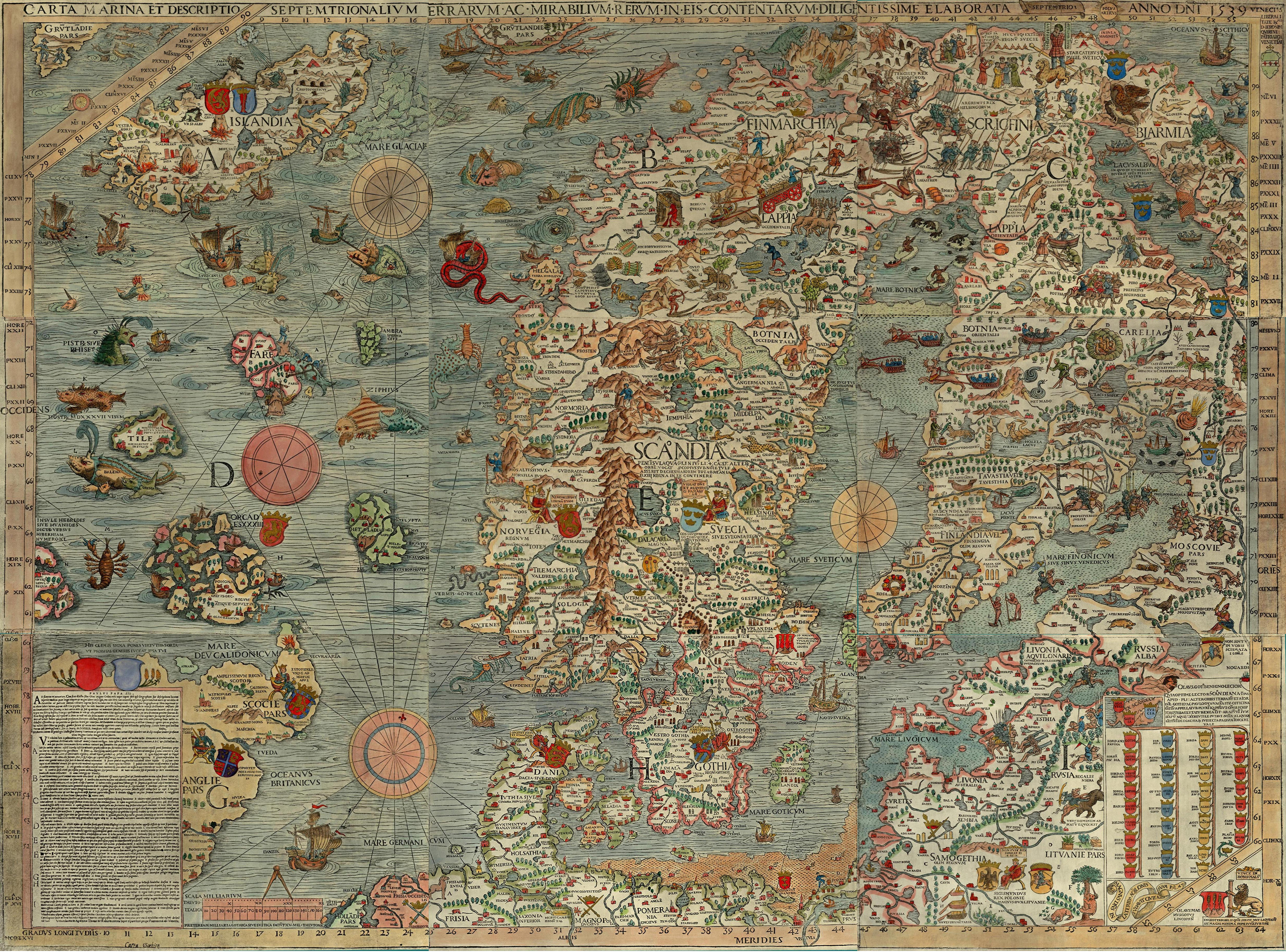
Bản đồ mô tả vùng Bắc Âu gọi là Carta marina.

Olaus trước đó đã từng viết nên tác phẩm có cái tên dài dòng Carta marina et Descriptio septemtrionalium terrarum ac mirabilium rerum in eis contentarum, diligentissime elaborata Anno Domini 1539 Veneciis liberalitate Reverendissimi Domini Ieronimi Quirini, được dịch là "Bản đồ hàng hải và sự mô tả về các xứ sở phương Bắc và những kỳ công của họ, được vẽ lại một cách cẩn thận nhất tại Venice vào năm 1539 nhờ sự trợ giúp hào phóng của Đức ông và Giáo trưởng Hieronymo Quirino". 
Tiêu đề của tiếng Ý được dịch thành "Một quyển sách nhỏ, giải thích chi tiết hơn về bản đồ lạnh giá xứ Bắc Âu, vượt ra khỏi đất nước ở vùng biển Germanic, mang đặc điểm vô cùng kỳ lạ, chưa được biết đến trước đây đối với người Hy Lạp hay người Latinh, những kỳ quan của thiên nhiên."
Nó bao gồm một bản đồ Bắc Âu với một bản đồ vùng Scandinavia, được Oscar Brenner khám phá lại một lần nữa vào năm 1886 tại thư viện bang München và cho thấy đây chính là thư tịch mô tả chính xác nhất vào thời đại này. Bản đồ được gọi là "carta marina", gồm 9 phần và khá lớn: cao 125 cm và rộng 170 cm. Sau cái chết của người anh trai, ông cũng cho xuất bản các tác phẩm lịch sử của anh mình. Các nhà hải dương học ngày nay đã tái khám phá cái nhìn đầy chi tiết của Olaus Magnus (không kể đến những con quái vật biển) và một loạt các ấn phẩm khoa học theo sau mô tả chân thực của Olaus về dòng chảy giữa Iceland và quần đảo Faroe.